# Togói labdarúgó-válogatott
A togói labdarúgó-válogatott, vagy becenevükön Les Eperviers, azaz A karvalyok Togo nemzeti csapata, amelyet a togói labdarúgó-szövetség (franciául: Fédération Togolaise de Football) irányít. A 2006-os labdarúgó-világbajnokságon bemutatkozó nyugat-afrikai csapat eddig hat alkalommal vett részt az afrikai kontinensviadalon, ahol még nem sikerült a csoportkörön túljutniuk.

## Története

### Támadás a togói válogatott ellen
2010. január 8-án fegyveresek nyitottak tüzet a Togói labdarúgó-válogatott buszára Cabindában. A támadásban összesen 7 embert talált lövés, melyből négyen a válogatott buszsofőre, a csapat másodedzője, Abalo Amelete, valamint a sajtófőnök, Stanislaud Ocloo életüket vesztették.
Togó válogatottja először úgy döntött, visszalép az Afrikai nemzetek kupájának versenyein való részvételtől. Togo középcsatára, Alaixys Romao szerint a csoport megpróbálta a csoportjában lévő többi csapatot is rábeszélni, arra, hogy lépjenek vissza a versenyzéstől. Később a játékosok mégis a tornán való részvétel mellett döntöttek. Togó megváltoztatta döntését, s részt fog venni a megmérettetésen. Minderre azt követően került sor, hogy a játékosok jelezték, szeretnének szerepelni, s Thomas Dosevi szavaival élve szeretnék ők is megmutatni nemzeti színeiket, értékeiket, s hogy ők is férfiak. Végül azonban a togói kormány elrendelte, hogy biztonsági megfontolásokból a csapat mégis térjen haza.

## Nemzetközi eredmények
CEDEAO-kupa
- Ezüstérmes: 1 alkalommal (1983)

Nyugat-afrikai nemzetek kupája (CSSA-kupa)
- Ezüstérmes: 4 alkalommal (1982, 1983, 1984, 1986)

## Világbajnoki szereplés
- 1930 - 1974: Nem indult.
- 1974 - 2002: Nem jutott be.
- 2006: Csoportkör.
- 2010 - 2018: Nem jutott be.

## Afrikai nemzetek kupája-szereplés
| - 1957 - 1965: Nem indult. - 1968: Nem jutott be. - 1970: Nem jutott be. - 1972: Csoportkör. - 1974: Visszalépett. - 1976 - 1982: Nem jutott be. - 1984: Csoportkör. - 1986: Nem jutott be. - 1988: Nem jutott be. - 1990: Visszalépett. - 1992: Nem jutott be. - 1994: Visszalépett a selejtezők során. | - 1996: Nem jutott be. - 1998: Csoportkör. - 2000: Csoportkör. - 2002: Csoportkör. - 2004: Nem jutott be. - 2006: Csoportkör. - 2008: Nem jutott be. - 2010: Kijutott, de visszalépett a tornán való részvételtől, miután a buszukat fegyveres támadás érte Cabindában. - 2012: Nem jutott be. - 2013: Negyeddöntő. - 2015: Nem jutott be. - 2017: Csoportkör |

## Játékosok

### Jelenlegi keret
A 2010-es labdarúgó-világbajnokság afrikai-selejtezőjének május 30-ai játéknapjáig nincs hivatalos információ.

### Legutóbbi keret
A 2006-os labdarúgó-világbajnokságra nevezett hivatalos játékoskeret. (2006. június)
| Szám | Poszt | Név                    | Születési dátum (Kor) | Vál. | Klub                |
| ---- | ----- | ---------------------- | --------------------- | ---- | ------------------- |
| 1    | K     | Ouro-Nimini Tchagnirou | 1977. december 31.    | 9    | Djoliba             |
| 2    | V     | Daré Nibombé           | 1980. június 16.      | 17   | RAEC Mons           |
| 3    | V     | Jean-Paul Abalo        | 1975. június 26.      | 66   | APÓEL               |
| 4    | CS    | Emmanuel Adebayor      | 1984. február 6.      | 30   | Arsenal             |
| 5    | V     | Massamasso Tchangai    | 1978. augusztus 8.    | 35   | Benevento           |
| 6    | KP    | Yao Aziawonou          | 1979. november 30.    | 33   | Young Boys          |
| 7    | CS    | Moustapha Salifou      | 1983. június 1.       | 35   | Stade Brest         |
| 8    | KP    | Kuami Agboh            | 1977. december 28.    | 4    | KSK Beveren         |
| 9    | KP    | Thomas Dossevi         | 1979. március 6.      | 10   | Valenciennes FC     |
| 10   | KP    | Mamam Cherif Touré     | 1983. január 13.      | 40   | FC Metz             |
| 11   | CS    | Robert Malm            | 1973. augusztus 21.   | 1    | Stade Brest         |
| 12   | V     | Éric Akoto             | 1980. július 20.      | 32   | Grazer AK           |
| 13   | CS    | Richmond Forson        | 1980. május 23.       | 9    | J.A. Poire          |
| 14   | CS    | Adekanmi Olufade       | 1980. január 7.       | 24   | Al Siliyah          |
| 15   | KP    | Alaixys Romao          | 1984. január 18.      | 12   | CS Louhans Cuiseaux |
| 16   | K     | Kossi Agassa           | 1978. július 2.       | 50   | Hércules CF         |
| 17   | CS    | Kader Touré            | 1979. április 8.      | 47   | Guingamp            |
| 18   | CS    | Yao Junior Senaya      | 1984. április 19.     | 17   | YF Juventus         |
| 19   | V     | Ludovic Assemoassa     | 1980. szeptember 18.  | 6    | Ciudad de Murcia    |
| 20   | KP    | Affo Erassa            | 1983. február 19.     | 6    | AS Moulins          |
| 21   | V     | Franck Atsou           | 1978. augusztus 1.    | 13   | F.C. Aboomoslem     |
| 22   | K     | Kodjovi Obilale        | 1984. október 8.      | 0    | Etoile Filante      |
| 23   | V     | Assimiou Touré         | 1988. január 1.       | 2    | Bayer Leverkusen    |

### Híresebb játékosok
- Jean-Paul Abalo, a togói válogatottsági csúcstartó.
- Emmanuel Adebayor, az Arsenal csatára, a legeredményesebb togói válogatott labdarúgó.

## Külső hivatkozások
- Togói Labdarúgó-szövetség - hivatalos honlap (franciául)
- Togo a FIFA.com-on Archiválva 2013. július 15-i dátummal a Wayback Machine-ben (angolul)
- Togo a cafonline.com-on (angolul)
- Togo mérkőzéseinek eredményei az rsssf.com-on (angolul)
- Togo mérkőzéseinek eredményei az EloRatings.net-en (angolul)
- Togo a national-football-teams.com-on Archiválva 2008. február 9-i dátummal a Wayback Machine-ben (angolul)
- Togo a transfermarkt.de-n (németül)
- Togo a weltfussball.de-n (németül)
- Togo a fedefutbol.net-en (spanyolul)